# Coenosia spinifemorata
Coenosia spinifemorata är en tvåvingeart som beskrevs av Xue 2006. Coenosia spinifemorata ingår i släktet Coenosia och familjen husflugor. Inga underarter finns listade i Catalogue of Life.